# カリスト (衛星)
カリスト (Jupiter IV Callisto) は、木星の第4衛星である。ガニメデに次いで2番目に大きい木星の衛星であり、太陽系の衛星の中ではガニメデと土星最大の衛星タイタンに次ぐ3番目の大きさを持つ。太陽系の全天体の中でも水星に次いで12番目に大きい。比較的明るい星であり、双眼鏡でも観察できる。

## 概要
カリストは1610年にガリレオ・ガリレイによって発見された。直径は 4,821 km であり、水星とほぼ同じ大きさだが、質量は水星の3分の1に過ぎない。ガリレオ衛星と呼ばれる木星の四大衛星の中では最も外側を公転しており、軌道半径は 1,883,000 km である。他の3つのガリレオ衛星のイオ、エウロパ、ガニメデとは異なり軌道共鳴を起こしておらず、従って目立った潮汐加熱も発生していない。カリストの自転はカリストの公転周期と同期しており、常に同じ半球を木星に向けている。そのため、カリストの地表から見た木星は、一定の位置にとどまって見える。カリストの軌道は他の3つのガリレオ衛星より遠方にあるため木星の主要な放射線帯の外にあり、木星の磁気圏にはあまり影響を受けていない。
カリストは岩石と氷がほぼ同量の組成を持っており、密度はおよそ 1.83 g/cm3 である。木星の主要な衛星の中では最も密度が低く、表面重力も小さい。表面に分光学的に検出されている化合物は、水氷、二酸化炭素、珪酸塩、有機化合物である。ガリレオ探査機による探査では、カリストは小さい岩石の核を持つ可能性があり、また深さ 100 km 以上に液体の水の内部海を持っている可能性があるとされた。
カリストの表面は、太陽系の天体の中で最も古く、表面は多数の衝突クレーターに覆われている。プレートテクトニクスや火山活動などの活動は見られず、地質活動が発生した痕跡も見られない。表面の進化はほとんどが天体衝突によるクレーター形成によって占められていると考えられている。表面に見られる主要な地形は、多重リング構造、様々な形状のクレーター、鎖状に連なったクレーター (catenoe)、断崖、山地と堆積物である。小さいスケールで見ると、表面は変化があり、高地の頂上付近に輝く霜の堆積物があり、その周囲を暗い物質で覆われた低地が囲む地形が見られる。これらの特徴は、小さい地形が昇華によって劣化した結果形成されたものだと考えられている。この考えは、一般にカリストには小さい衝突クレーターが少なく、それらの痕跡と考えられる多数の小丘が存在するという事実によって支持されている。地形の絶対的な年代は分かっていない。
カリストは極めて薄い大気を持ち、組成は大部分が二酸化炭素で、おそらくは酸素分子を含む。またある程度はっきりした電離圏を持つ。カリストは、形成直後の木星の周囲に存在したガスとダストからなる周惑星円盤の中で、ゆっくりとした集積によって形成されたと考えられている。カリストのゆっくりとした集積と、潮汐加熱がないことから、内部で急速な分化が発生するのに十分な熱を得られなかった。形成直後に発生したカリスト内部でのゆっくりとした対流は、部分的な分化を発生させ、さらに深さ 100〜150 km に内部海を形成し、小さい岩石の核が形成された可能性がある。
カリスト内部に海が存在する可能性があるということは、その内部に生命を保持している可能性も持つということである。しかしその可能性は近傍のエウロパに比べると低いと考えられている。これまでに、パイオニア10号と11号からガリレオやカッシーニに至るまで、多数の探査機がカリストを観測している。カリストでの放射線強度は低いため、人類が将来的に木星系の探査を行う際に基地を建設する場所として最も適していると長い間考えられている。

## 歴史

### 発見
カリストは1610年1月7日に、ガリレオ・ガリレイがパドヴァ大学においてガリレオ式望遠鏡を用いて発見した。カリストとその他のガリレオ衛星であるガニメデ、イオと衛星の発見は、1610年3月の『星界の報告』で発表された。
1614年にシモン・マリウスが出版した『Mundus Jovialis』の中で、マリウスはガリレオの発見より1週間前の1609年にイオとその他のガリレオ衛星を発見したと主張した。ガリレオはこの主張を疑い、マリウスのこの著作は盗作であるとして退けた。マリウスの観測記録はユリウス暦の1609年12月29日から始まっており、これはガリレオが用いていたグレゴリオ暦では1610年1月8日にあたる。ガリレオがマリウスより先に発見を発表していることから、ガリレオが発見者として記録されている。

### 名称
名称は、ギリシア神話に登場するゼウスの多数の愛人の一人カリストーから付けられている。カリストーはニュンペーの一人であり、狩猟の女神であるアルテミスの従者であった。この名称はカリストが発見された直後に、ガリレオと同時期に衛星の発見主張をしたシモン・マリウスによって提案されたものである。マリウスのこの提案は、ヨハネス・ケプラーの助言に基づくものであった。しかしガリレオ衛星に与えられた名前は長い間一般には使用されず、再び使われるようになったのは20世紀半ばになってのことであった。初期の天文学の文献では、カリストはガリレオが用いた記法であるローマ数字を用いた Jupiter IV や、もしくは「木星の4番目の衛星」と呼ばれていた。科学的な記法では、「カリストの」という形容詞的用法の場合は Callistoan、もしくは Callistan を用いる。
カリスト表面の主要な地形は、ギリシア神話や北欧神話、および北極圏に住む諸民族の神話から名付けられた。現在では、ヴァルハラ盆地(en:Valhalla (crater))のような多重リング構造を持つ大クレーターや、「カテナ」と呼ばれるクレーターチェーンなどもいくつか発見されている。
なお、カリストーに由来する小惑星カリストも存在するが、綴りは異なる (Kallisto)。

## 軌道と自転

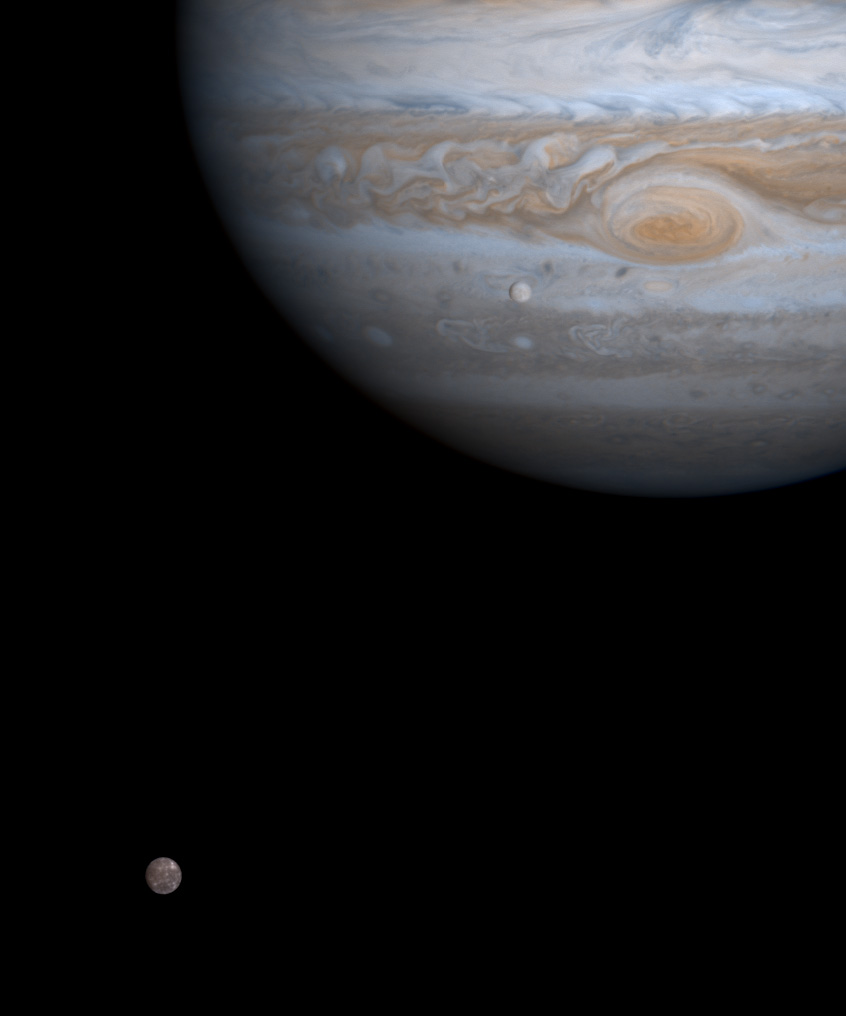
カッシーニが撮影した、カリスト (左下) と木星 (右上)、エウロパ (木星の大赤斑の左下) の写真。

カリストは木星の4つのガリレオ衛星の中では最も外側を公転している。軌道距離はおよそ 1,880,000 km であり、木星自身の半径の26.3倍に相当する距離である。これは、ひとつ内側を公転するガリレオ衛星であるガニメデの 1,070,000 km と比べるとずっと遠方である。他の3つのガリレオ衛星は平均運動共鳴を起こしているが、カリストは現在軌道共鳴を起こしておらず、また過去にも起こしていなかったと考えられる。
他の大部分の規則衛星と同様に、カリストの自転も公転と同期をおこしている。カリストの一日の長さは、その公転周期と同じで 16.7 日である。軌道は非常にわずかな軌道離心率を持ち、軌道面は木星の赤道面からごくわずかに傾いている。この軌道離心率と軌道傾斜角は、太陽や惑星の重力的な摂動によって、数百年のタイムスケールで準周期的な変動を起こしている。変化の幅はそれぞれ、0.0072〜0.0076と 0.20〜0.60° である。これらの軌道の変動により、赤道傾斜角 (自転軸と公転軸の間の角度) は 0.4〜1.6° の間を変化する。
カリストが他のガリレオ衛星とは力学的に孤立していることは、カリストは大きな潮汐加熱を受けていないということを意味する。これは内部構造や進化に大きな影響を与える。木星からの距離が離れていることから、表面への木星の磁気圏からの荷電粒子の流束も比較的低く、エウロパと比較すると300倍も低い。そのため他の3つのガリレオ衛星とは異なり、荷電粒子による天体表面への影響もカリストにおいては比較的小さい。カリスト表面での放射線の水準は、1日あたりおよそ 0.1 mSv の曝露と等しく、これは地球の平均的な背景放射線の10倍以上高い値である

## 物理的特徴

### 組成

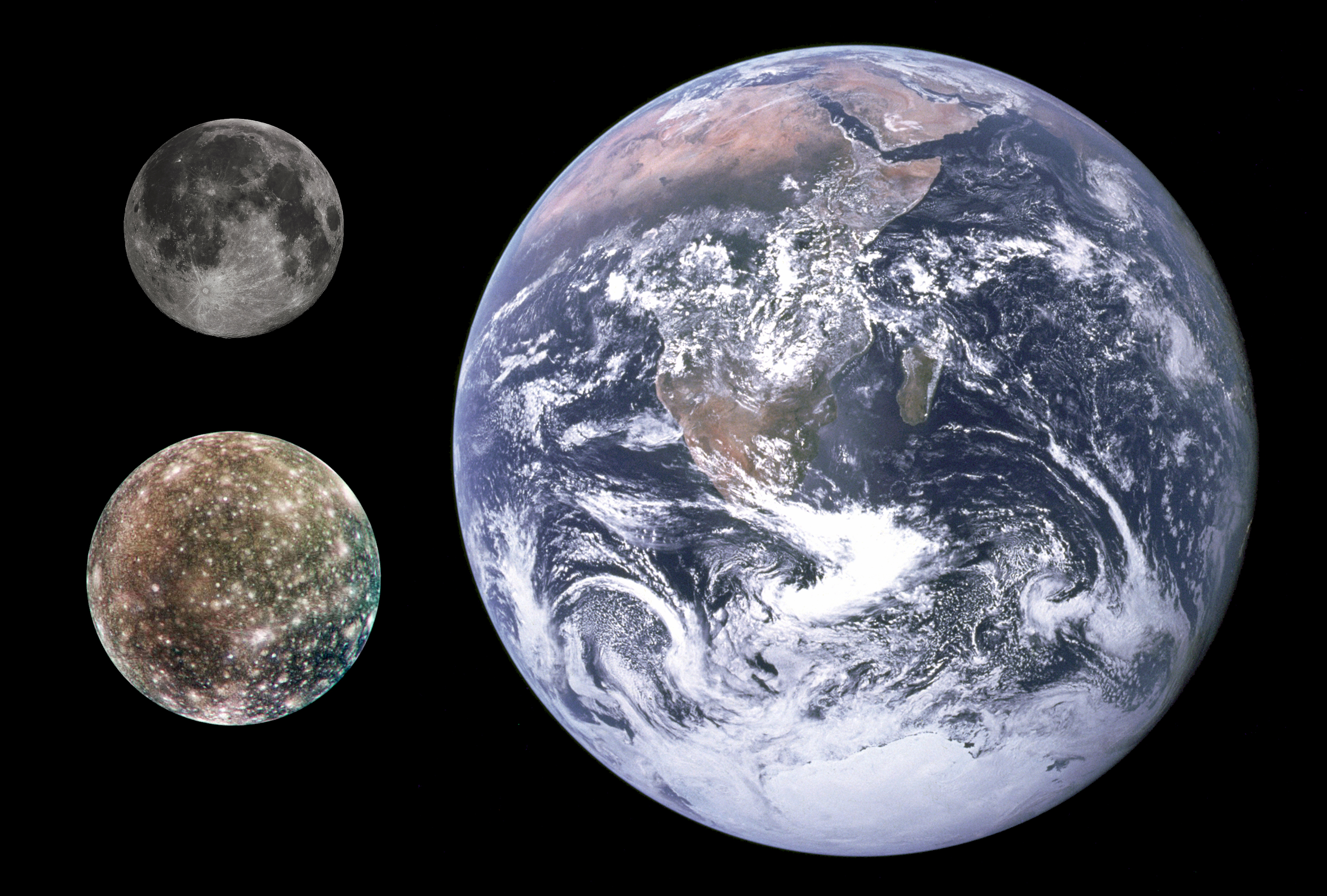
地球、月とカリストの比較。

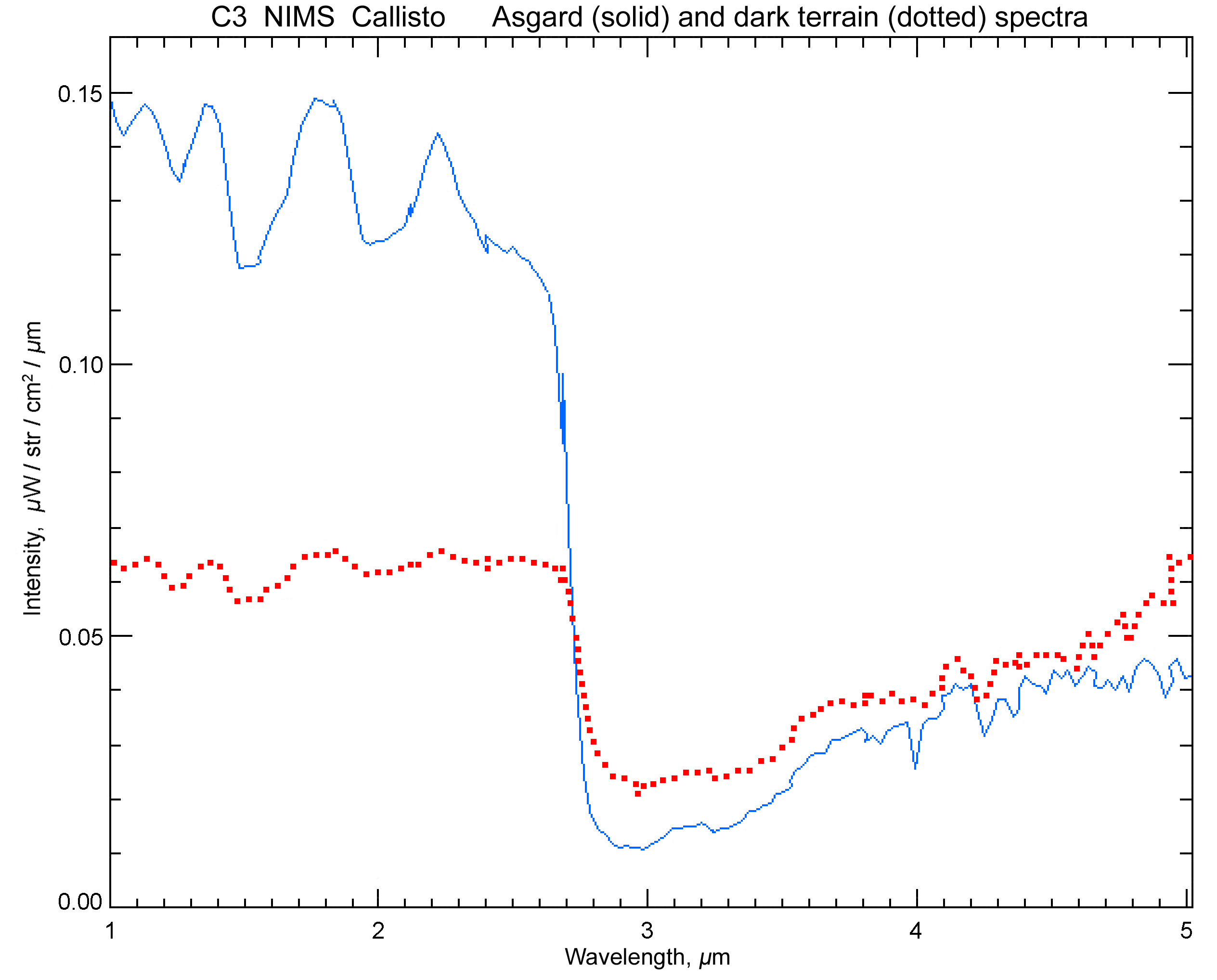
ガリレオが取得した、クレーターの多い暗い平原の近赤外線スペクトル (赤) と、アスガード (Asgard) クレーターのスペクトル (青)。アスガード内部にはより多くの水氷 (1〜2 µm での吸収) が存在し、また岩石物質が少ないことが示されている。

カリストの平均密度は 1.83 g/cm3 であり、これは組成は岩石と水氷がほぼ半々で、そこにアンモニアなどのいくらかの揮発性物質の氷を含んでいることを示唆している。全体の質量に占める氷の割合は 49〜55% である。カリストの岩石成分の実際の組成は明らかになっていないが、L型やLL型の普通コンドライトの組成に近く、H型コンドライトよりも金属鉄が少なく酸化鉄をより多く含む組成だと考えられている。カリストの鉄とケイ素の質量比は 0.9〜1.3 だが、太陽の組成比はおよそ 1:8 である。
カリストの表面のアルベドはおよそ 20% である。表面の組成はカリスト全体の組成とほぼ同じであると考えられている。近赤外線での分光観測では、1.04、1.25、1.5、2.0、3.0 µm の波長で水氷による吸収があることが明らかになっている。水氷はカリストの表面に普遍的に存在していると思われており、その質量比は 25〜50% である。探査機ガリレオと地上望遠鏡による高分散の近赤外線と紫外線スペクトルの観測からは、氷以外の様々な物質の存在も明らかになっている。検出が報告されている物質には、マグネシウムや鉄を含んだケイ酸塩水和物、二酸化炭素、二酸化硫黄であり、またアンモニアと多数の有機化合物も存在する可能性が報告されている。スペクトルデータからは、カリストの表面は小さいスケールでは極めて一様であることが示唆されている。純粋な水の氷からなる小さく明るい斑点が、岩石と氷の混合物からなる領域と氷ではない物質からなる広がった暗い領域の中に混在している。
カリストの表面は非対称的である。先行半球は後行半球よりも暗い色をしている。これは他のガリレオ衛星とは逆の特徴である。カリストの後行半球は二酸化炭素が豊富であり、一方で先行半球は二酸化硫黄がより豊富なように思われる。ロフン (Lofn) クレーターなどの多くの新しいクレーターは二酸化炭素が豊富に存在している。全体としては、表面の化学組成、特に暗い領域では、炭素質の表面を持っているD型小惑星のものと近いと考えられている。

### 内部構造

カリストの内部構造のモデル。表面の氷の層、存在する可能性のある液体の水の層と、氷と岩石からなる内部が描かれている。

カリストの荒れた表面は、厚さ 80〜150 km の冷たく硬い氷のリソスフェアの上にある。木星とその衛星まわりの磁場の観測からは、地殻の下には深さ 150〜200 km の塩分の多い海が存在する可能性が示唆されている。カリストは、木星の変化する背景磁場に対して完全導体の球のように振る舞うことが発見されている。すなわち磁場はカリストの内部を貫くことは出来ておらず、厚さが少なくとも 10 km はある非常に導電性の高い液体の層が存在することを示唆している。もし水が最大で質量の 5% の少量のアンモニアや不凍液の役割を果たす物質を含んでいた場合、内部海の存在はさらに確実なものとなる。　この場合、水と氷の層の厚さは最大で 250〜300 km になる。海が存在しなかった場合、氷のリソスフェアはいくぶんか分厚いものになり、最大でおよそ 300 km になる。
リソスフェアおよび仮説上の海の下では、カリストの内部は完全に均一ではないが目立った変化があるわけでもないと考えられる。ガリレオのデータではカリストの慣性モーメントとして 0.3549 ± 0.0042 という値が得られている。この数値は、カリストの内部は圧縮された岩石と氷で出来ており、成分の部分的な沈降のため、深くなるに従って岩石の割合が多くなるという内部構造を持つことを示唆している。言い換えれば、カリストは部分的にしか分化していないということである。密度と慣性モーメントの値は、カリストの中心部に小さい岩石核が存在するという考えと矛盾しない。この核の半径は 600 km を超えず、密度は 3.1〜3.6 g/cm3 であると考えられる。カリストの内部構造は、完全に分化していると考えられるガニメデの内部構造とは対照的である。

## 表面の地形

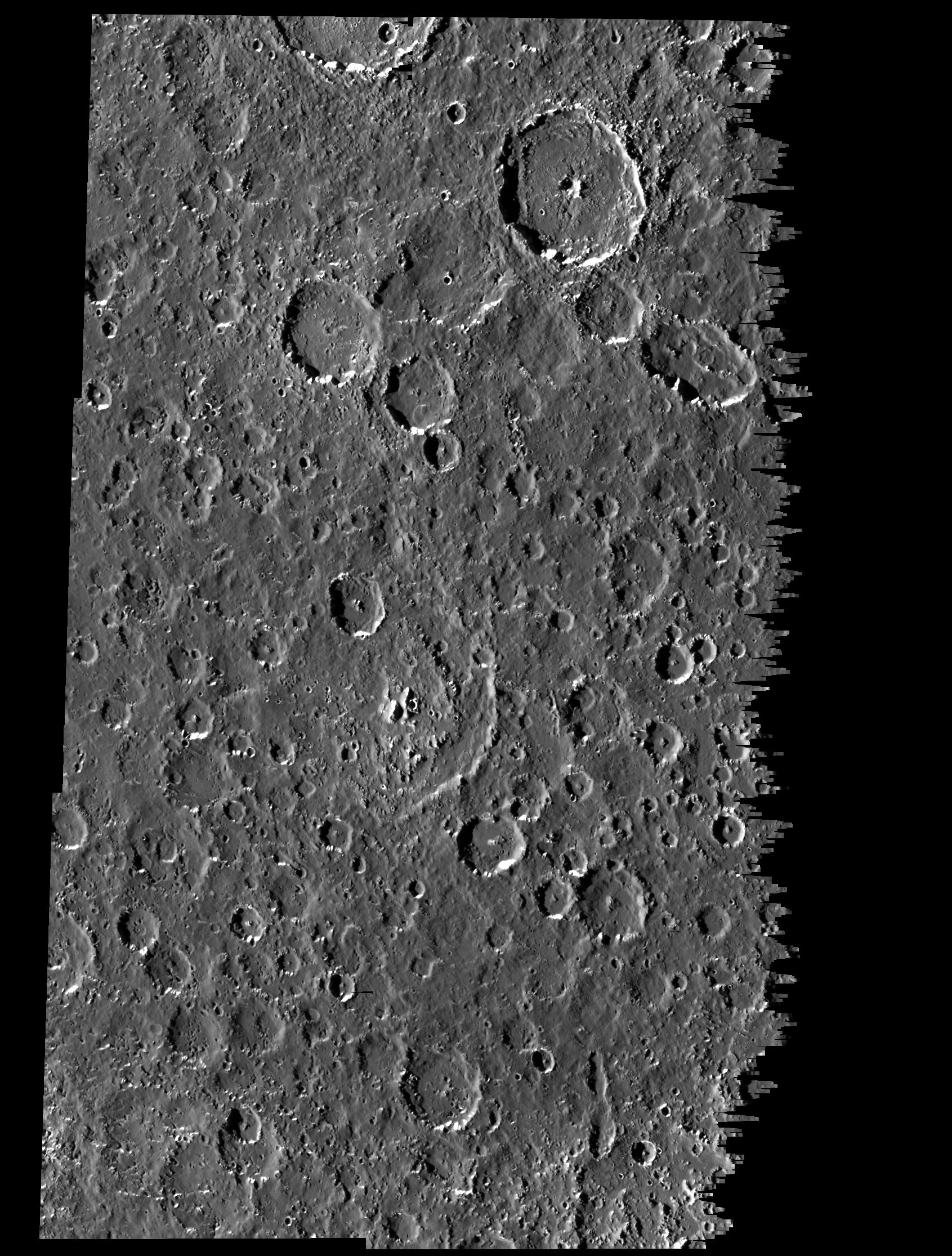
探査機ガリレオが撮影したカリストのクレーター平原。

かつてのカリストの表面は、太陽系内で最も衝突クレーターが多いものの一つであった。実際に、表面のクレーター密度は飽和状態に近く、新しいクレーターが形成される度にそれによって古いクレーターが消えるという傾向にある。大スケールでの地質は比較的単純であり、大きな山脈や火山、その他の内因性の地殻変動の特徴はカリストには見られない。表面に見られる唯一の大きな地形は、破砕と断崖と堆積物を伴った衝突クレーターと多重リング構造である
カリストの表面は地質学的に異なる複数の領域に分割できる。クレーター平原、明るい平原、明るい滑らかな平原と暗く滑らかな平原、特徴的な多重リング構造と衝突クレーターを伴った構造である。クレーター平原は表面の大部分を覆っており、氷と岩石の混合物からなる古いリソスフェアからなっている。明るい平原は、ブル (Burr) やロフンと言った明るい衝突クレーターや、パリンプセストと呼ばれる古い大きなクレーターの残部、多重リング構造の中心部、クレーター平原の中に孤立した領域からなる。これらの明るい平原は氷主体の衝突堆積物だと考えられる。明るい滑らかな平原はカリスト表面の小さい割合を占めており、ヴァルハラ (Valhalla) やアスガード (Asgard) と言った構造の縁や溝に見られ、またクレーター平原の中に孤立した斑点としても見られる。これらの地形は衛星の内部活動と関連していると考えられていたが、ガリレオによる高分解能の画像ではこれらの領域は大規模に破壊されたこぶ状の地形と関連しており、また表面が再形成されたことを示すいかなる証拠も見られなかった。ガリレオの画像では小さく暗い滑らかな領域の全面積は 10,000 km2 以下であることが明らかになり、また周囲の地形を取り囲むように分布していることが明らかになった。これらは氷火山の堆積物であるかもしれない。明るい平原といくつかの滑らかな平原は比較的若く、周囲のクレーター平原と比べるとクレーターの個数が少ない。

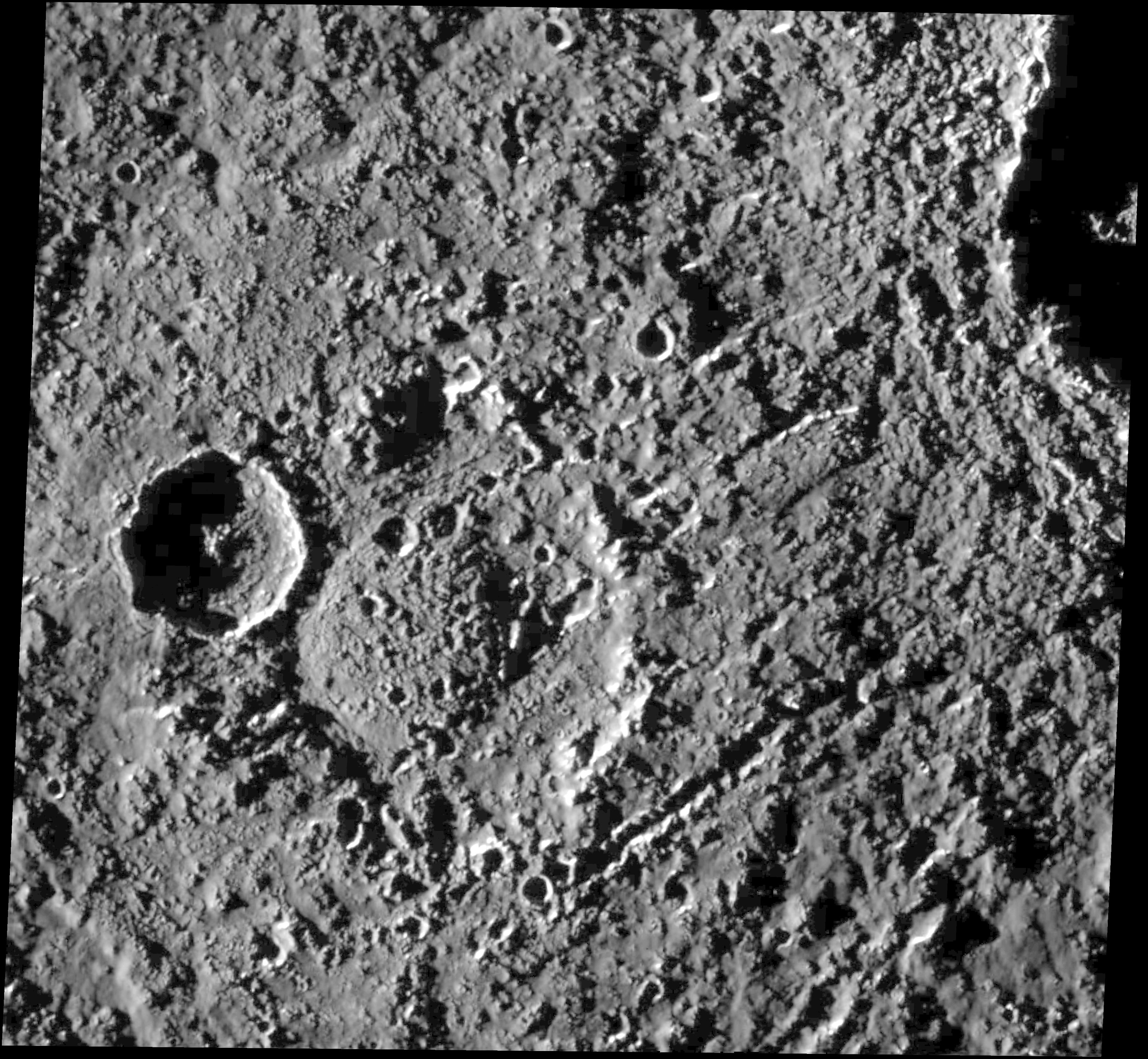
中央丘を持った衝突クレーターのハル (Hár)。右上にある新しいクレーターのティンドル (Tindr) 形成時に作られた鎖状に連なる二次クレーターが地形を横切っている。

カリストに見られるクレーターの大きさは、解像度の限界である直径 0.1 km のものから、多重リング構造を除くと 100 km を超えるものまで存在する。直径が 5 km 以下の小さいクレーターは、単純なお椀状の構造か、底が平坦な形状を持つ。5〜40 km のものは一般に中央丘を持つ。直径が 25〜100 km になる大きな衝突クレーターの場合、ティンドル (Tindr) クレーターのように中央丘の代わりに中心部には穴が見られる。直径が 60 km を超える最大級のクレーターは中心にドーム状の地形を持つものがあり、これはクレーター形成後の構造隆起によって形成されたものであると考えられている。このような構造を持つクレーターとして、ドフ (Doh) やハル (Hár) クレーターがある。直径が 100 km を超える数少ない非常に大きなクレーターと明るい衝突クレーターは、異様なドーム状の構造を持つ。これらは異様に浅い構造をしており、ロフンクレーターのように多重リング構造への遷移の途中であると考えられる。カリストのクレーターは、月に見られるものよりも一般に浅い。

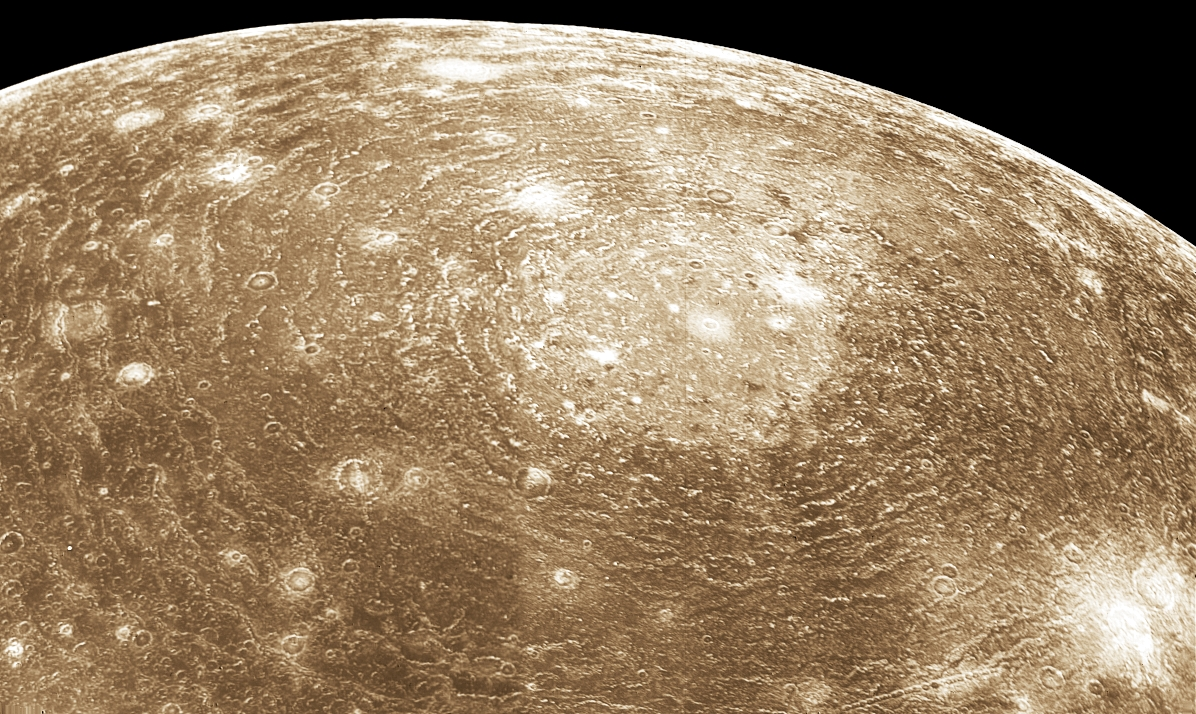
ボイジャー1号が撮影した多重リング構造を持つクレーターのヴァルハラ (Valhalla)。直径は 3,800 km に及ぶ。

カリストの表面に見られる最も大きい衝突地形は多重リング構造である。特に大きなものは2つある。ヴァルハラ (Valhalla) が最も大きく、直径が 600 km の明るい中央の領域と、中心から 1,800 km の距離にまで広がった環状の構造を持つ。2番目に大きいものはアスガード (Asgard) であり、直径は 1,600 km と測定されている。多重リング構造はおそらく天体衝突後に、柔らかい物質やあるいは海などの液体の物質の上に横たわるリソスフェアにおける同心円状の破壊が発生したことによって形成されたと考えられている。連鎖クレーターは表面を直線上に横切る長い鎖状に連なったクレーターであり、ゴムル連鎖クレーター (Gomul Catena) などが代表例である。これらは、カリストに衝突する前に木星に接近したのに伴って潮汐力で破壊された天体によって形成されたか、あるいは非常に浅い角度で表面に天体衝突が発生したかで形成されたと考えられている。木星への接近に伴う天体の破壊現象としては、シューメーカー・レヴィ第9彗星が有名である。
表面にはアルベドが 80% 程度の純粋な水氷の小さい斑点状の領域が見られ、この地形はより暗い物質で囲まれている。ガリレオによる高分解能の画像では、明るい領域は大部分はクレーター縁や断層、尾根やこぶ状の地形の標高の高い部分に見られることが分かっている。これらは薄い水氷の霜の堆積物である可能性がある。暗い物質は一般に明るい流域を取り囲むように存在する低地に見られ、平坦な見た目をしている。これらはしばしばクレーターの底部やクレーター間の窪地に差し渡しが最大 5 km の領域を形成している。

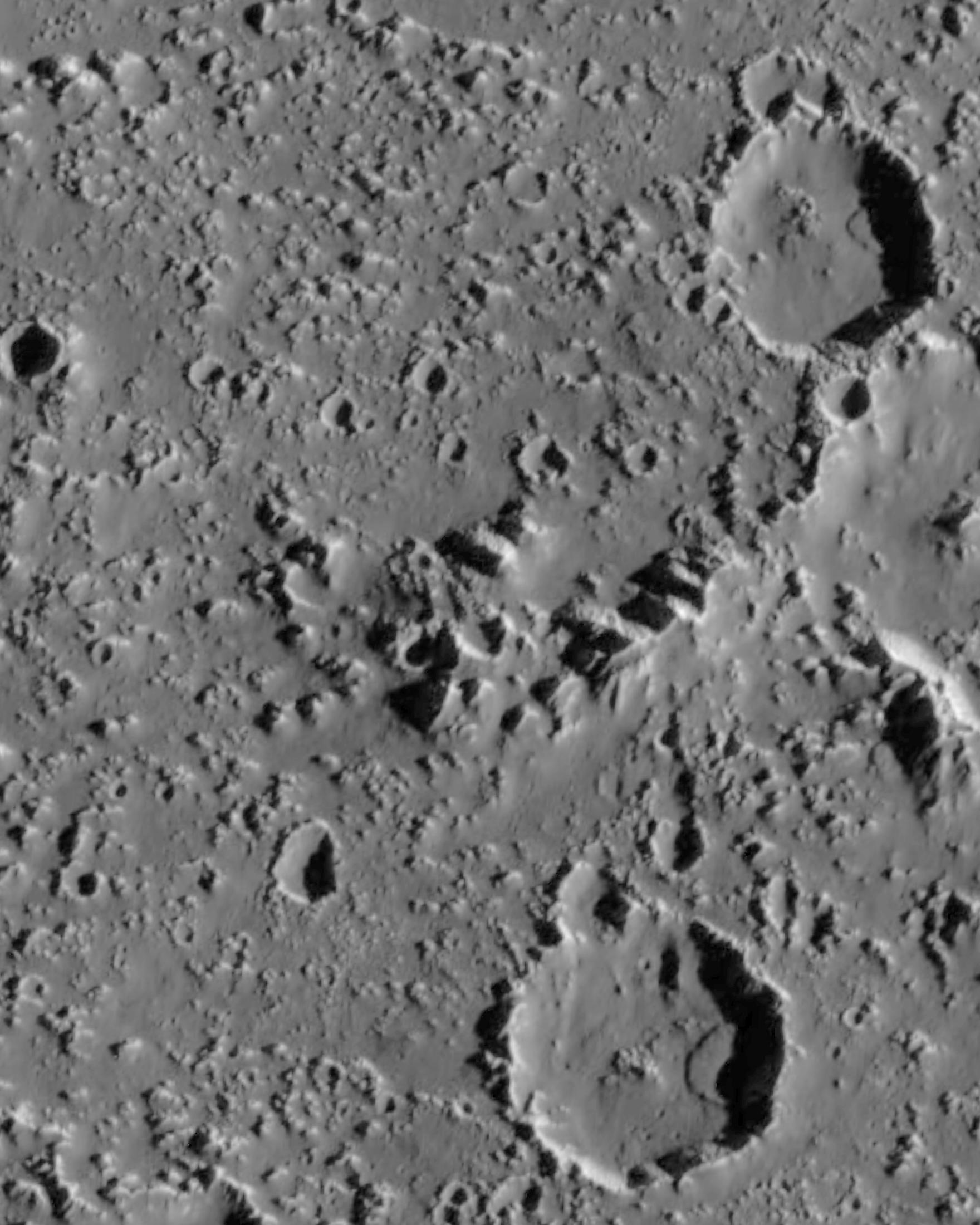
右側の2つの大きなクレーターの底部の右側に、長さ 3〜3.5 km の地すべりが見られる。

キロメートルを下回るサイズでのカリストの表面は、その他の氷主体のガリレオ衛星と比べてより劣化が進んでいる。例えばガニメデの暗い平原と比較すると、カリストには直径が 1 km 以下の小さいクレーターが少ない。小さいクレーターの代わりに、表面には小さいこぶや穴状の地形が普遍的に存在している。このこぶ状の地形は、劣化したクレーター縁の残余物であると考えられているが、その形成過程は明らかになっていない。もっともらしい仮説としては、氷のゆっくりとした昇華によるという過程が提案されている。氷は 165 K 程度で昇華でき，この温度は太陽直下点で実現可能である。基盤岩である汚れた氷からの水やその他の揮発性物質の昇華は、基盤の分解を引き起こす。氷以外の残余物は、クレーター壁の斜面から崩れ落ちる岩屑なだれを形成する。このようななだれは衝突クレーターの付近や内部でしばしば観測され、debris aprons と呼ばれている。クレーター壁はしばしば gullies と呼ばれる曲がった谷状の構造によって区切られており、これは火星表面に見られる地形と類似している。氷の昇華仮説では、低地にある暗い物質はかつての氷ではない物質であると解釈されており、これは元々は劣化したクレーター縁で、氷主体の基盤に覆われたものである。
カリストに見られる異なる特性を持つ領域の相対的な年齢は、クレーター密度から決定することができる。古い表面ほど多数のクレーターが見られる。絶対的な年代の調査は行われていないものの、理論的な予測に基づくとクレーター平原の年齢は45億歳であると考えられており、形成年代はほぼ太陽系の形成にまで遡る。多重リング構造や衝突クレーターの年齢は、クレーター形成率として採用する値に依存しており、異なる研究者等によって10億年から40億年までの異なる年齢が算出されている。

## 大気

カリスト周囲の誘導磁場。

### 二酸化炭素大気
カリストは二酸化炭素からなる極めて希薄な大気を持つ。この大気はガリレオの近赤外線地図化分光器 (Near Infrared Mapping Spectrometer, NIMS) によって、4.2 µm 波長付近での吸収という形で検出された。表面気圧は 0.75 µPa、粒子密度は 4×108 cm-3 と推定されている。この薄い大気はわずか4日程度で失われてしまうため、おそらくはカリストの氷の地殻からの二酸化炭素のゆっくりとした昇華によって継続的に供給されているはずである。これは、表面のこぶ状の地形の形成メカニズムとして提案されている昇華による地形の劣化という仮説とも一致するものである。

### 電離圏
カリストの電離圏はガリレオのフライバイの際に初めて検出された。検出された電子密度は (7-17)×104 cm-3 であり、これは大気中の二酸化炭素の光電離だけでは説明ができない値であった。そのため、カリストの大気は酸素分子が主要な成分であり、二酸化炭素の 10〜100 倍程度の酸素分子が存在するのではないかと疑われた時期もあった。しかし酸素はカリストの大気中からはまだ直接検出されていない。ハッブル宇宙望遠鏡を用いた観測では、酸素が検出されなかったことから大気中の酸素濃度に上限値が与えられた。この上限値は電離圏の測定結果と矛盾しないものである。この時同時に、ハッブル宇宙望遠鏡はカリスト表面にとらわれている凝縮した酸素を検出している。
2001年のハッブル宇宙望遠鏡の観測データの最近の解析から、カリストの大気中に水素原子も検出されている。2001年12月15日と24日に撮影された分光観測の画像が再解析され、水素コロナの存在を示唆するかすかな散乱光の存在が明らかになった。カリストの水素コロナにおける太陽光の散乱光の明るさは、先行半球を観測している際はおよそ2倍明るくなった。しかしこの先行半球と後行半球での明るさの違いは、地球の周囲にある地球コロナによる減光によって引き起こされている可能性が高いとされている。

## 起源と進化
カリストの慣性モーメントの測定値からは，この天体の内部は部分的にしか分化していないことが示唆されており、内部の氷成分を溶融させるだけの十分な加熱は発生しなかったことを意味している。従って、低密度の木星周囲の周惑星円盤の中でゆっくりとした集積過程で形成されたというのがもっともらしい仮説である。集積過程が長い場合、天体衝突や放射性物質の崩壊熱や収縮による熱の蓄積に冷却が追いつくことができ、そのため内部が溶けて急速に分化するのを防ぐことができる。これを実現可能なカリストの形成タイムスケールは、10万年から1000万年とされている。

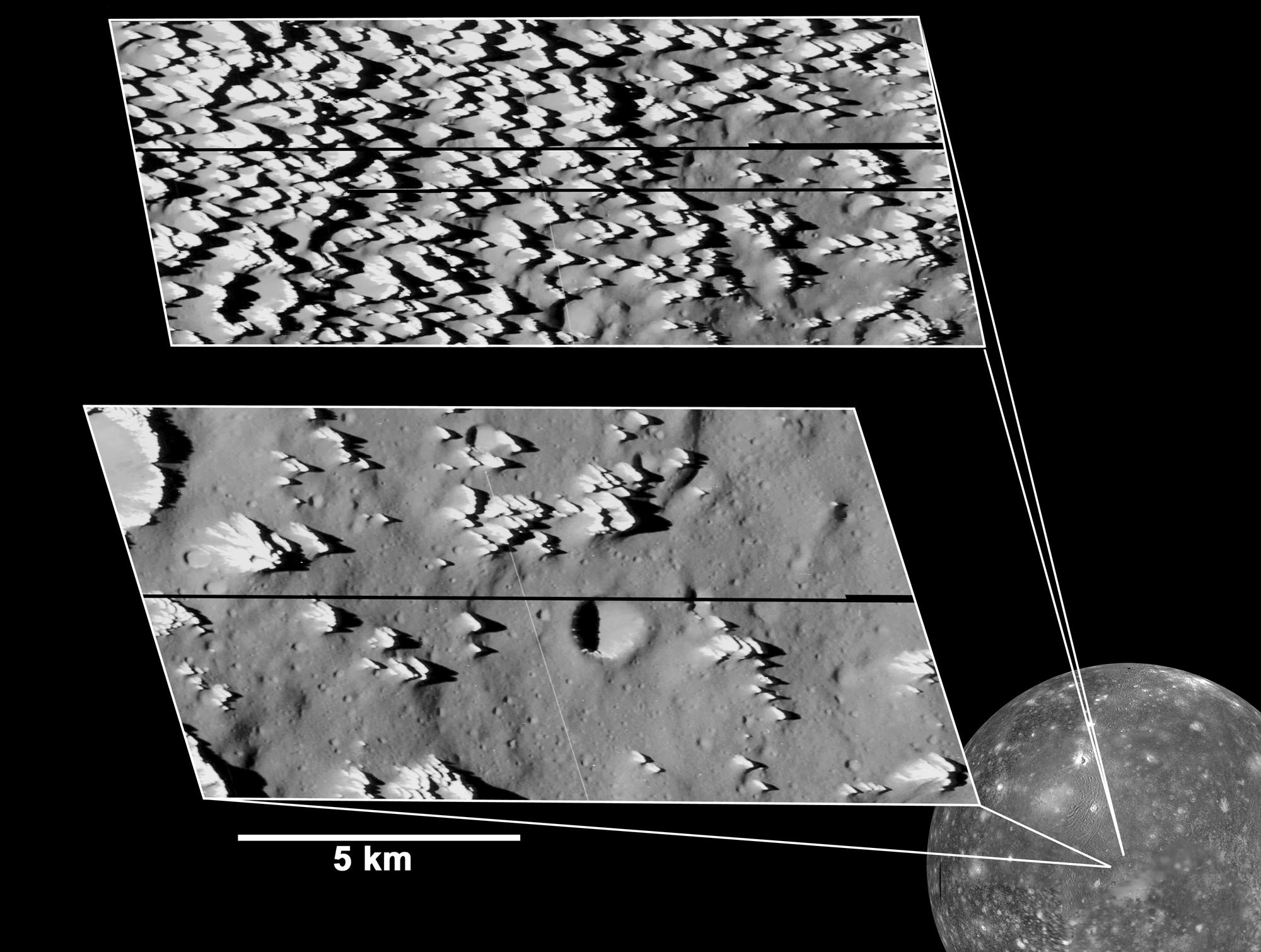
溶融した氷のこぶ (上) と大部分が溶けた氷のこぶ (下) の画像。こぶの高さはおよそ 100 m。過去の天体衝突の分周つぶるから形成されたと考えられる。

集積後のカリストのさらなる進化は、放射性物質の崩壊による加熱と、表面付近での熱伝導による冷却、内部の固体もしくは準固体の対流による冷却の釣り合いによって決まる。氷の準固体の対流の詳細は、全ての氷衛星の理論モデルにおける主要な不確定要素となっている。氷の粘性の温度依存性があるため、温度が融点に十分近い場合は対流が発達することは知られている。氷天体の内部での準固体の対流は、氷の運動は1年あたり1センチメートルのオーダーというゆっくりとしたプロセスではあるが、長い時間スケールで見た場合は非常に効率的な冷却メカニズムとしてはたらく。カリストでは、スタグナント・リッド状態と呼ばれる対流が発生していたと考えられる。これは表面付近では対流を起こさない冷たく硬い外層が熱伝導で熱を伝え、一方で内部では準固体状態で対流を起こしているというものである。カリストでは、外層の伝熱層は厚さがおよそ 100 km の冷たく硬いリソスフェアに相当する。この仮説は、カリストの表面にいかなる内部活動の痕跡が見られないという事実を説明できる。カリストの内部では圧力が非常に高い状態であり、氷は表面付近の氷Iから中心付近での氷VIIまで異なる結晶相で存在すると考えられる。そのため対流は層状に発生していたと考えられている。カリスト内部での初期の準固体対流は、大規模な氷の溶融を妨げ、また大きな岩石核と氷マントルに分化するのを妨げた。しかしこの対流過程によって、カリスト内部では数十億年の時間スケールで岩石と氷のゆっくりとした部分的な分離と分化が起きており、これは現在でも継続している可能性がある。
現在のカリストの進化に関する理解では、内部には液体の水からなる層や「海」が存在する可能性があるとされている。これは氷I融点の特異な振る舞いと関連しており、この結晶相では融点は圧力が上がるほど減少する。そのため 207 MPa での融点は 251 K 程度となる。カリスト内部の全ての現実的な理論モデルでは、カリストの地下 100〜200 km の深さでは、温度はこの特異な融点に非常に近いか、あるいはわずかに上回る。質量比で 1〜2% 程度の少量のアンモニアが存在するだけで、アンモニアが融点をさらに下げる効果によって液体の存在はさらに確実なものになる。
カリストの全体の特徴はガニメデに非常に似ているものの、地質学的な歴史はガニメデよりもずっと単純であったように思われる。表面は大部分は衝突やその他の外的要因によって形作られている。表面に溝を持っているガニメデとは異なり、カリストの表面にはプレートテクトニクスなどの地質活動の痕跡はほとんど見られない。このガニメデとの間の内部構造やその後の分化、地質活動の大きな違いは、ガニメデはずっと大きな潮汐加熱を経験したこと、そして後期重爆撃期の最中にガニメデはより多数の高エネルギーの天体衝突にさらされたことに原因があると考えられている。カリストの比較的単純な地質学的歴史は、他のより活発で複雑な経緯を持つ天体と比較を行うための基準を惑星科学者に与えている。

## 生命の居住可能性
カリストの内部海には生命が存在しうるとの推測がある。エウロパやガニメデ、土星の衛星エンケラドゥス、ミマス、ディオネやタイタンと同様に、存在が仮定されている内部海はおそらく塩水だろうと考えられる。
内部海では好塩菌が繁殖できる可能性がある。エウロパやガニメデと同様に、カリスト地下の塩分の多い海には、生命が存在可能な条件や地球外微生物生命体さえも存在しているという考えも提起されている。しかし生命が存在するのに必要な環境の条件は、エウロパと比較するとカリストは劣っているとされる。この主な原因は、岩石成分との接触が無いことと、カリスト内部からの熱流束が低いという点である。科学者の Torrence Johnson は他のガリレオ衛星に生命が存在する可能性とカリストでの可能性を比較して、以下のように述べている。
私達が「前生物化学」と呼んでいる生命のための基本的な成分は、彗星や小惑星、氷衛星のような多くの太陽系内天体に豊富に存在する。生物学者は現実に生命を支えるのに必要なのは液体の水とエネルギーであると信じているため、液体の水があるかもしれない別の場所を探すのはエキサイティングなことである。しかし、エネルギーは別の問題であり、そして現在、カリストの海は放射性元素で暖められているのみであるのに対し、エウロパは木星にずっと近いために潮汐エネルギーによっても暖められている。
上記の考察やその他の科学的な観測に基づくと、全ての木星の衛星の中でエウロパが微生物が存在している可能性が最も高いと考えられている。

## 探査
1970年代のパイオニア10号およびパイオニア11号の木星への接近により、地上からの観測で既に分かっていたことに比べていくらかのカリストの新しい情報を得ることが出来た。実際のブレイクスルーは1979年のボイジャー1号とボイジャー2号のフライバイの後にもたらされた。このフライバイにより、1〜2 km の分解能でカリストの半分以上の表面が撮影され、また温度や質量、形状が精密に測定された。その次の探査は、ガリレオ探査機による1994年から2003年にかけての探査である。この際ガリレオはカリストと8回にわたって近接遭遇し、2001年の C30 軌道での最後のフライバイでは表面から 138 km にまで接近した。ガリレオはカリストの全表面を撮影し、最も良いものでは 15 メートルの解像度で多数の画像を地球に送信した。2000年には土星探査機カッシーニが土星に向かう途上でカリストを含むガリレオ衛星の高品質の赤外線スペクトルを取得した。2007年2月から3月にかけて、ニュー・ホライズンズが冥王星に向かう途中にカリストの新しい画像とスペクトルを得ている。
木星系への次の探査ミッションとしては、ジュノーとJUICEがある。ジュノーは木星の観測に主眼をおいているものの、欧州宇宙機関 (ESA) による JUICE ではミッションの期間中に数回のカリストへのフライバイが予定されている。JUICE は2022年の打ち上げが予定されている。

### 過去の探査計画
2020年に打ち上げが計画されていた、アメリカ航空宇宙局 (NASA) と欧州宇宙機関が共同で提案していたEJSM (Europa Jupiter System Mission) という木星の衛星の探査計画があった。2009年には、NASA と ESA は EJSM をタイタン・サターン・システム・ミッションよりも高い優先度に位置づけた。しかし ESA において本計画は、依然として他の ESA の計画との資金面での競合に直面している。EJSM は、NASA が主導するエウロパ周回機の Jupiter Europa Orbiter と、ESA が主導するガニメデ周回機の Jupiter Ganymede Orbiter からなり、日本の宇宙航空研究開発機構が主導する Jupiter Magnetospheric Orbiter (木星磁気圏オービター) が加わる可能性もあった。

## 植民の可能性

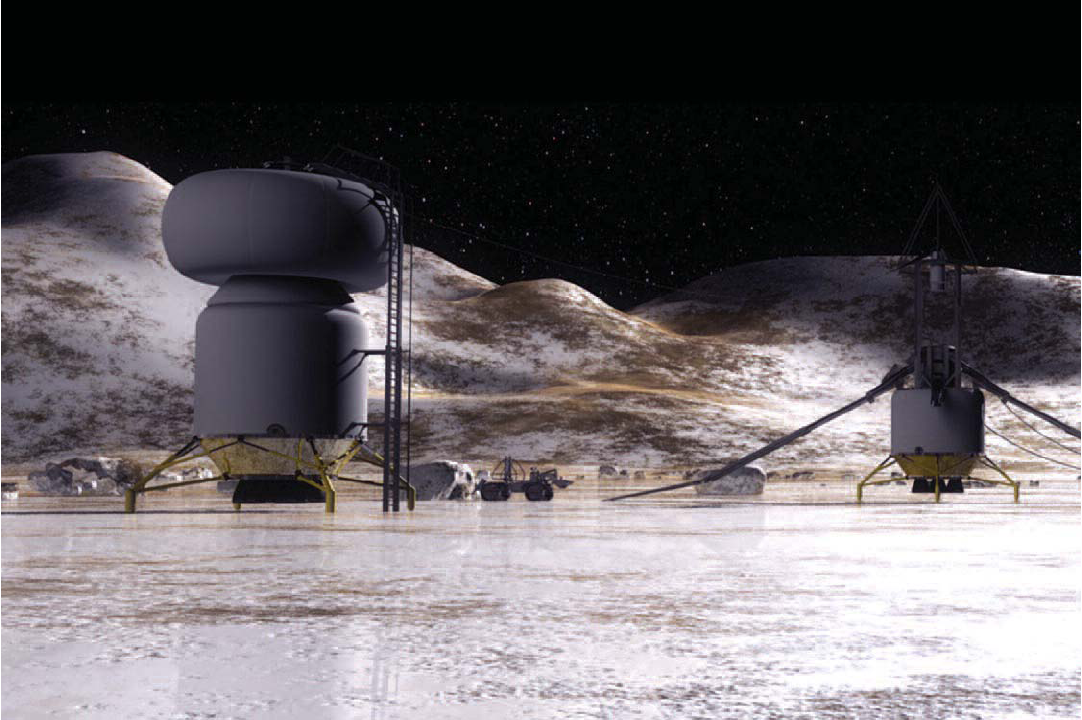
カリストの基地の想像図。

2003年にNASAは HOPE (Human Outer Planets Exploration) と呼ばれる概念的な研究を開始した。これは将来的な人類の外部太陽系への探査を念頭に置いたものである。このターゲットとして考慮されたのがカリストであった。
この研究では、太陽系のさらなる探査のためにカリストの表面にロケットエンジンの推進剤を生産するための基地を建設することを提案している。カリスト表面に基地を建設することの利点は、木星から離れているために放射線が弱いこと、そして地質学的に安定であることが挙げられている。このような基地はエウロパの遠隔探査を容易にしたり、あるいはカリストを出発した後に木星との近接遭遇によってスイングバイを行い、太陽系のさらに外部へと向かう宇宙船の中継地点としての役割を果たしたりするのに適した場所である。
2003年には、NASA はカリストへの有人飛行は2040年代には可能になるだろうとの報告をしている。